# آنتی نیمی (بازیکن فوتبال)
آنتی نیمی (فنلاندی: Antti Niemi؛ زادهٔ ۳۱ مهٔ ۱۹۷۲) بازیکن فوتبال اهل فنلاند بود.
از باشگاه‌هایی که در آن بازی کرده‌است می‌توان به باشگاه فوتبال هلسینکی، باشگاه فوتبال چارلتون اتلتیک، باشگاه فوتبال پورتسموث، باشگاه فوتبال فولام، باشگاه فوتبال کپنهاگن، باشگاه فوتبال ساوت‌همپتون، باشگاه فوتبال رنجرز، و باشگاه فوتبال هارت آف میدلوتیان اشاره کرد.
وی همچنین در تیم ملی فوتبال فنلاند بازی کرده‌است.